# Taoniscus
Taoniscus is een geslacht uit de vogelfamilie Tinamoes en bestaat uit één soort.

## Soorten
- Taoniscus nanus – Dwergtinamoe